# 2006 QY180
2006 QY180, também escrito como 2006 QY180, é um objeto transnetuniano que está localizado no Cinturão de Kuiper, uma região do Sistema Solar. Ele possui uma magnitude absoluta de 7,2 e tem um diâmetro estimado com 160 km.

## Descoberta
2006 QY180 foi descoberto no dia 21 de agosto de 2006.

## Órbita
A órbita de 2006 QY180 tem uma excentricidade de 0,161 e possui um semieixo maior de 42,553 UA. O seu periélio leva o mesmo a uma distância de 35,691 UA em relação ao Sol e seu afélio a 49,415 UA.